# ジャック・バルビロー
ジャック・バルビロー（Jacques Barbireau / ラテン語名：ヤコブス・バルビリアヌス Jacobus Barbirianus, 1455年 – 1491年8月7日）は、南ネーデルラント出身のルネサンス音楽の作曲家。同時代からだけでなく、キーゼヴェッターやフェティスらの近代の研究家からも、フランドル楽派の至高の作曲家と認められているが、夭折したため現存する作品数は数少ない。

## 生涯
1960年代まで、幾分年長の作曲家バルバンガンと混同されてきた。当時の資料は綴りが一定でなかったり、作曲家の名を省いたりしたことから、このような混乱が起こりがちだったのである。バルビローはおそらくアントウェルペンの出身で、両親はどちらもアントウェルペン市民であった。1482年までに文学修士の学位を取得しているので、1470年代には大学に在籍していたようである。バルビローは、1470年代にフェラーラで活躍した後ハイデルベルクに移った人文学者で音楽家のロドルフス・アグリーコラの門を叩きたがっていた。アグリーコラのバルビロー宛ての手紙がいくつか現存しており、そのうち一つによると、バルビローは1484年までには既に作曲家として活動していたが、この時点ではまだ作曲家としての名声は地元アントウェルペンから広がってはいなかったことが察せられる。
1484年にアントウェルペン大聖堂に聖歌隊長職を得て、亡くなるまでその地位にあった。神聖ローマ皇帝マクシミリアン1世は、明らかにバルビローに高い評価を与えており、バルビローが1490年にハンガリーのブダに赴いた際、王妃ベアトリクス（マーチャーシュおよびウラースロー2世の王妃）もバルビローについて非常に好意的に語っている。疑いなく生涯最後の2ヶ月間に健康が衰えており、ハンガリーから帰国後に、アントウェルペンで世を去った。

## 作品
アントウェルペン大聖堂の附属図書館は、1556年に狂信者によって破壊され、その際おそらくバルビロー作品があらかた失われてしまったかも知れない。とはいえ、数曲が残っているのだが、いずれも『チヒ写本』など、外国の史料ばかりである（なかでも『チヒ写本』は抜群に質が高い）。ロバート・ウェグマンは2001年に『ニューグローヴ音楽大事典』において、「対位法的な洗練の度合いや、旋律的・和声的な素材の豊かさは、ハインリヒ・イザークやヤーコプ・オブレヒトのような作曲家に匹敵する」と述べている。実際にバルビローの作曲様式は、もう一人のフランドル楽派の大家である、イザークの様式に密接に関連している。
ミサ曲は2曲が現存しており、一つは4声のミサ曲である。もう一つは5声のための作品だが、異例なことに、声部の分割（ディヴィジ）が行われ、少なくとも10人の歌手が必要な部分がある。この作品ではテクスチュアの対比が甚だしく、ホモフォニックなパッセージとポリフォニックなパッセージ、急速に進む声部と緩やかに進む声部とが交互に現れる。宗教曲ではこのほかに、復活祭のためのキリエ唱や、「ソロモンの雅歌」に基づく4声の名高いモテット《 Osculetur me 》がある。このモテットは、低いテッシトゥーラを多用していて、ヨハネス・オケゲムのなごりを感じさせる。
バルビローの世俗曲のうち、3声のフラマン語歌曲《楽しい歌 Een vroylic wesen 》は、ヨーロッパ全土で「ヒット」し、スペインやイタリア、イングランドのような遠い土地でも編曲版が数多く出回った。イザークは、この曲を定旋律にして《ミサ曲「たのしい歌」 Missa frölich Wesen  》を作曲しており、バルビローの現存する3つの世俗歌曲は、いずれもイザークやオブレヒトがパロディ・ミサの作曲に利用した。
- 主要作品
  - ミサ曲 Missa Faulx perverse (4声)
  - ミサ曲 Missa virgo parens Christi (5声)
  - キリエ・パスカレ Kyrie paschale (4声)
  - モテット《 Osculetur me 》 (4声)
  - 世俗曲（フラマン語民謡）Een vroylic wesen (3声)
  - シャンソン Gracioulx et biaulx (3声)
  - 世俗曲（フラマン語民謡）Scon lief (3声)